# 田村山古墳
田村山古墳（日语：田村山古墳）是一座位於日本福島縣會津若松市北會津町田村山字塚越的古墳，是建於4世紀至8世紀間的前方後圓墳，高2.15公尺、長24.85公尺。除了古墳本身被會津若松市指定為市定文化財之外，墳內所出土的直刀、內行花文鏡、管玉與土器也被福島縣指定為重要文化遺產。
田村山古墳是日本史書《古事記》裡面所記載的地名中，唯一一個位於東北地方的地名。根據江戶時代的紀錄，附近地區有數座類似的古墳，但今日除了田村山古墳之外其他的古墳位在何處早已不可考。